# George Mountbatten (4. markiz Milford Haven)
George Mountbatten, wł. George Ivar Louis Mountbatten (ur. 6 czerwca 1961) – brytyjski arystokrata i przedsiębiorca, od 1970 markiz Milford Haven. Starszy syn Davida Mountbattena, 3. markiza Milford Haven i jego drugiej żony Janet Mercedes Bryce. Jest krewnym księcia Filipa i królowej Elżbiety II. Jako praprawnuk królowej Wiktorii zajmuje 640. miejsce w sukcesji do tronu brytyjskiego.

## Życiorys
George Mountbatten urodził się w 1961. W 1970, po śmierci ojca, przejął tytuł markiza Milford Haven.
8 marca 1989 poślubił Sarah Walker (ur. 1961), córkę brytyjskiego biznesmena George’a Alfreda Walkera i Jean Hatton. Mieli dwoje dzieci:
- Tatianę (ur. 1990)
- Henry’ego (ur. 1991) - hrabiego Medyny i przyszłego dziedzica tytułu markiza Milford Haven[1].

Para rozwiodła się 27 lutego 1996.
20 sierpnia 1997 w amerykańskim miasteczku Coatue Point w stanie Massachusetts poślubił dziennikarkę Clare Steel. Małżeństwo nie ma dzieci.
W 2000 George Mountbatten założył serwis internetowy USwitch, który pomaga konsumentom porównać towary i usługi proponowane przez różnych producentów i dostawców. Sześć lat później, w marcu 2006, sprzedał stronę amerykańskiej firmie EW Scripps za około 210 mln funtów.
Jest aktywnym zawodnikiem polo. Trenerem drużyny, w której występuje jest Julian Hipwood.

## Tytuły
- 6 czerwca 1961 – 14 kwietnia 1970: Hrabia Medyny
- od 14 kwietnia 1970: Czcigodny Markiz Milford Haven